# Aspidiophorus paramediterraneus
Aspidiophorus paramediterraneus is een buikharige uit de familie Chaetonotidae. Het dier komt uit het geslacht Aspidiophorus. Aspidiophorus paramediterraneus werd in 1974 voor het eerst wetenschappelijk beschreven door Hummon. 